# Мамайкино
Мама́йкино (рос. Мамайкино, марій. Мамай) — присілок у складі Моркинського району Марій Ел, Росія. Входить до складу Шиньшинського сільського поселення.

## Населення
Населення — 61 особа (2010; 94 у 2002).
Національний склад (станом на 2002 рік):
- татари — 80 %